# Вроньский, Тадеуш
Тадеуш Вронский (Вроньский; пол. Tadeusz Wroński; 1915, Варшава — 15 января 2000, там же) — польский скрипач, музыковед и музыкальный педагог.

## Биография
Окончил Варшавскую консерваторию (1939) у Юзефа Яжембского, в 1947—1948 гг. занимался в Брюссельской консерватории у Андре Гертлера. С 1949 г. профессор Варшавской Высшей школы музыки, в 1973—1975 гг. её ректор. Одновременно в 1966—1984 гг. преподавал в Школе музыки Индианского университета. В 1962—1965 гг. возглавлял польскую Ассоциацию музыкантов-исполнителей.
Как исполнитель известен, главным образом, игрой в дуэте с пианистом Владиславом Шпильманом и в составе фортепианного Варшавского квинтета. Автор четырёхтомного учебного пособия «Вопросы скрипичной игры» (пол. Zagadnienia gry skrzypcowej; 1957—1970), книге о сонатах и партитах для скрипки соло Иоганна Себастьяна Баха (пол. Sonaty i partity Bacha na skrzypce solo; 1970) и других сочинений.
В 1990 году основал в Варшаве уникальный конкурс скрипачей, полностью посвящённый произведениям для скрипки соло.
1. ↑  Bibliothèque nationale de France Autorités BnF (фр.): платформа открытых данных — 2011.